# Nádi hegedű
A nádi hegedű (nádihegedű, kukoricahegedű, kóróhegedű) ciroknádból vagy kukoricaszárból készített és hegedű alakúra formált játékhangszer.
A készítéséhez két darab két ízes növényszár kell; az egyikből készül a hegedűtest, másikból lesz a vonó. Mindkét darab egyik felét úgy csinálják, hogy a vonó, illetve a hegedű húrjai alakuljanak ki belőle. A húrokat aztán megfeszítik.
Két félkörívben meghajlított húrból készítik el a hegedűtestet. Néhanap még  kulcsokat is faragnak hozzá.